# 上海中国正教协会
上海中国正教协会，是上海民国时期曾短暂存在的一个东正教协会。“正教”即今通译的东正教。因为东正教在中国信徒很少，所以此协会有其特殊历史地位。发起人李逊一，会长虞洽卿也是主要赞助人，副会长文子正。虞洽卿有教名安利烈·帕夫洛维奇·虞。

## 简史
上海中国正教协会存在了约两年，简史如下：
- 1935年6月24日，协会在上海成立。
- 1936年2月，协会在上海新乐路圣母大堂创办华俄学校。并在上海白克路（今凤阳路）的鹏飞小学增设夜校部，聘请在上海的俄国人担任学校俄语教师，招收中国学生学习俄语。
- 1936年4月，协会的华俄学校开设汉语普通话课程，招收在华的俄国学生学习普通话。
- 1937年，抗日战争爆发爆发，不久淞沪会战上海沦陷，华俄学校停办，上海中国正教协会解散。

## 出版物
- 曾于1936年出版阐述正教教理的《教规略述》[3]
- 《正学》[4]